# Lucille Times
Lucille Times (née le 22 avril 1921 en Alabama et morte le 16 août 2021) est une militante pour les droits civiques américaine. Elle participe activement à la lutte pour les droits civiques à Montgomery. Après une altercation à caractère raciste avec un conducteur de bus, elle organise un boycott des bus à Montgomery, six mois avant Rosa Parks. Elle meurt du Covid-19 à l'âge de cent ans.

## Biographie
Lucille Sharp est née le 22 avril 1921, à Hope Hull, près de Montgomery dans l'Alabama. Sa mère Jamie Woodley meurt alors qu'elle est très jeune et elle est élevée par son père William Sharp avec ses cinq frères et sœurs. La famille vit chez des parents, à Chicago, Détroit, et plus tard Montgomery.
Lucille Sharp épouse Charlie Times le 3 février 1939. Ensuite, elle obtient un diplôme de Bachelor au Huntingdon College à Montgomery.
Pendant la Seconde Guerre mondiale, Charlie Times sert dans l'Army Air Corps. À son retour, le couple ouvre le Times Cafe qui devient un centre social pour la communauté noire de la ville.
Charlie et Lucille Times rejoignent la National Association for the Advancement of Colored People (association nationale pour la promotion des gens de couleur, NAACP) peu après leur mariage. Lorsque l'association est interdite dans l'Alabama en 1956, ils accueillent des réunions clandestines dans leur foyer, malgré le danger. 
En juin 1955, Lucille Times a une altercation avec un conducteur de bus de Montgomery, six mois avant que Rosa Parks, Martin Luther King et d'autres militants des droits civiques ne lancent le boycott des bus de Montgomery. Elle conduit sa voiture lorsque James Blake tente de provoquer un accident, à trois reprises. Elle déclare, dans un entretien en 2017 avec Felicia Bell à l'Université de Troy : « Le chauffeur de bus s'est mis en colère et a essayé de me faire sortir de la route et de me pousser dans un fossé ». Ils sortent de leurs véhicules, les insultes fusent, ils en viennent  aux mains et la police intervient. Elle essaie, sans succès de se plaindre auprès de la compagnie de bus et, n'obtenant pas de soutien d'Edgar Nixon ou de la presse locale, décide d'organiser elle-même le boycott des bus . Elle commence par circuler en voiture dans Montgomery en proposant aux personnes noires qui attendent le bus de les conduire. Finalement, elle et son mari lancent une ligne téléphonique depuis leur café pour permettre aux habitants de réserver leur course. La campagne de boycott dure six mois,. 
Six mois après le boycott de Lucille Times, Rosa Parks monte dans un bus conduit par le même James Blake. Elle s'assied à l'avant du bus dans la section réservée aux passagers blancs. Son arrestation déclenche un boycott des bus plus important et plus long : il dure plus d'un an et entraîne la fin de la ségrégation dans le système de transport de la ville.   
Le couple Times participe à la marche de 1965 de Selma à Montgomery et accueillent 18 marcheurs, noirs et blancs, chez eux. 
Charlie Times meurt en 1978. 
Lucille Times meurt du Covid-19 le 16 août 2021. Elle est inhumée dans un cercueil rose.
Bien qu'il soit largement méconnu du public, le rôle de pionnière de Lucille Times dans la campagne de boycott des bus et les marches pour le droit de vote ne doit pas être sous-estimé.

## Hommages
En 2007, la maison de Lucille Times est inscrite au Alabama Registry of Landmarks and Heritage (Registre de l'Alabama des monuments et du patrimoine), et des plaques commémoratives sont placées sur sa maison et sur le bâtiment qui a abrité le Times Cafe.
Ses voisins ont créé un jardin communautaire en son honneur et celui d'Edgar Nixon. En avril, ils y ont organisé une fête pour ses cent ans mais elle n'a pas pu y participer à cause de la pandémie.